# Tajanjār-e Pā'īn
Tajanjār-e Pā'īn (persiska: تَجَنجارِ سُفلَى, Tajanjār-e Soflá, Tajanjār-e Pā’īn, تجنجار پائین) är en ort i Iran.   Den ligger i provinsen Mazandaran, i den norra delen av landet, 120 km nordost om huvudstaden Teheran. Tajanjār-e Pā'īn ligger 78 meter över havet och antalet invånare är 639.
Terrängen runt Tajanjār-e Pā'īn är platt åt nordost, men åt sydväst är den kuperad. Terrängen runt Tajanjār-e Pā'īn sluttar norrut. Runt Tajanjār-e Pā'īn är det ganska tätbefolkat, med 149 invånare per kvadratkilometer. Närmaste större samhälle är Āmol, 3,1 km öster om Tajanjār-e Pā'īn. Trakten runt Tajanjār-e Pā'īn består till största delen av jordbruksmark.